# Sexuella trakasserier
Sexuella trakasserier är en form av sexuellt ofredande, det vill säga att någon gör eller säger något sexuellt kränkande. Sexuella trakasserier kan exempelvis ske på ens arbete eller i skolan.

## Definition
Sexuella trakasserier kan innefatta beröring, tafsande, skämt, förslag, blickar, jargong eller bilder. Trakasserandet anspelar på något sexuellt och är ofta nedvärderande, och till skillnad från en flört är beteendet ovälkommet. Vad som är kränkande avgörs av den som blir föremål för behandlingen.
I den svenska diskrimineringslagen definieras sexuella trakasserier som ett beteende av sexuell karaktär som kränker den utsattas värdighet och/eller personliga integritet (SFS 2008:567). Ett exempel på sexuella trakasserier kan vara när en person blir utsatt för fysisk beröring eller kommentarer som personen ifråga själv upplever som kränkande. Trakasserier är till exempel inte ovanligt inom vården och i omsorgen.
Sexuella trakasserier är inte detsamma som trakasserier på grund av kön. Fram tills helt nyligen fanns bara ett begrepp i svensk lagstiftning, "trakasserier", som omfattade båda begreppen, varför viss begreppsförvirring fortfarande råder. I Sverige beskrivs ibland sexuella trakasserier under den legala termen sexuellt ofredande.
Sexuella trakasserier kan ofta anses vara diskriminering, om det faller inom de områden som omfattas av diskrimineringslagstiftningen. Det kan också anses vara ofredande och/eller bryta mot lokala ordningsföreskrifter, beroende på omständigheterna.
Sexuella trakasserier kan även ske via Internet.